# Callogobius
Callogobius là một chi của Họ Cá bống trắng

## Các loài
Chi này hiện hành có các loài sau đây được ghi nhận:
- Callogobius albipunctatus Akihito & Ikeda, 2021[2]
- Callogobius amikami Goren, Miroz & Baranes, 1991
- Callogobius andamanensis Menon & Chatterjee, 1974
- Callogobius bauchotae Goren, 1979
- Callogobius bifasciatus (J. L. B. Smith, 1958)
- Callogobius bothriorrhynchus (Herzenstein, 1896)
- Callogobius centrolepis M. C. W. Weber, 1909
- Callogobius clarki (Goren, 1978) [3]
- Callogobius clitellus McKinney & Lachner, 1978
- Callogobius crassus McKinney & Lachner, 1984
- Callogobius depressus (E. P. Ramsay & J. D. Ogilby, 1886)
- Callogobius dori Goren, 1980
- Callogobius dorsomaculatus Akihito & Ikeda, 2021[2]
- Callogobius flavobrunneus (J. L. B. Smith, 1958)
- Callogobius hasseltii (Bleeker, 1851)
- Callogobius hastatus McKinney & Lachner, 1978
- Callogobius illotus (Herre, 1927)
- Callogobius irrasus (J. L. B. Smith, 1959)
- Callogobius kuderi (Herre, 1943)
- Callogobius maculipinnis (Fowler, 1918)
- Callogobius mannarensis K. Rangarajan, 1970
- Callogobius mucosus (Günther, 1872)
- Callogobius nigromarginatus J. P. Chen & K. T. Shao, 2000
- Callogobius okinawae (Snyder, 1908)
- Callogobius pilosimentum Delventhal, Mooi, Bogorodsky & A. O. Mal, 2016 [4]
- Callogobius plumatus (J. L. B. Smith, 1959)
- Callogobius producta (Herre, 1927)
- Callogobius santa (Herre, 1935)
- Callogobius sclateri (Steindachner, 1879)
- Callogobius seshaiyai J. Jacob & K. Rangarajan, 1960
- Callogobius sheni I. S. Chen, J. P. Chen & L. S. Fang, 2006
- Callogobius shunkan Takagi, 1957
- Callogobius snelliusi Koumans, 1953
- Callogobius snyderi (Fowler, 1946)
- Callogobius stellatus McKinney & Lachner, 1978
- Callogobius tanegasimae (Snyder, 1908)
- Callogobius trifasciatus Menon & Chatterjee, 1976
- Callogobius tutuilae (D. S. Jordan & Seale, 1906)
- Callogobius vanclevei (Herre, 1950)
- Callogobius winterbottomi Delventhal & Mooi, 2013[5]